# Proteuxoa tasmaniae
Proteuxoa tasmaniae är en fjärilsart som beskrevs av Embrik Strand 1921. Proteuxoa tasmaniae ingår i släktet Proteuxoa och familjen nattflyn. Inga underarter finns listade i Catalogue of Life.